# Svenska missionsrådet
Svenska missionsrådet bildades 1912, och är en paraplyorganisation för svenska kyrkosamfund samt bistånds- och missionsorganisationer med kristen grund. Organisationen arbetar för ökad medvetenhet och kunskap om globala orättvisor, om deras orsaker, om hur de kan övervinnas och om de kristna kyrkornas och samfundens internationella ansvar.
Svenska missionsrådet är också en av Sidas så kallade ramorganisationer, vilka förmedlar statliga bidrag till sina medlemsorganisationer för biståndsverksamhet i utvecklingsländer och för informationsarbete i Sverige om utvecklingsländer.
Som ekumeniskt (där många olika kristna trosinriktningar samlas) organ arbetar Svenska missionsrådet för en helhetssyn på det kristna uppdraget. I det ryms många sätt att arbeta på – där var och en bidrar med sin del. Konkret betyder det:
- att Svenska missionsrådet vill tydliggöra helheten i det kristna uppdraget och arbeta för kyrkors, samfunds och kristna organisationerns samverkan och enhet,
- att Svenska missionsrådet vill förnya och fördjupa förståelsen av den kristna församlingens uppdrag och väcka debatt kring missions- och samhällsfrågor och
- att Svenska missionsrådet arbetar för kapacitetsuppbyggnad och god kvalitet inom det nationella och internationella arbetet.

Varje år i maj hålls ett årsmöte, där alla medlemsorganisationer har en röst. Styrelsen är vald av årsmötet, och väljer i sin tur ledamöter till utvecklingsutskottet som tar beslut om ansökningar som kommer in till Svenska missionsrådets kansli. Kansliet arbetar med kvalitetskontroll, kapacitetsutveckling, stärkande av organisationer, påverkansarbete med mera.

## Medlemmar[1]
- Equmeniakyrkan
- Erikshjälpen
- Evangelisk Luthersk Mission
- Evangeliska Brödraförsamlingen
- Evangeliska Frikyrkan
- Folk & Språk
- Frälsningsarmén
- Församlingen Arken
- Hoppets stjärna
- KFUM Sverige
- Kristna Fredsrörelsen
- Kväkarhjälpen
- Lepramissionen
- Läkarmissionen
- Life & Peace Institute
- MAF Sweden
- Operation Mercy
- Svensk Pingstmission (PMU)
- Svenska Alliansmissionen
- Syrisk-ortodoxa kyrkan
- Trosgnistans mission
- Ungdom med uppgift